# Polynoncus peruanus
Polynoncus peruanus är en skalbaggsart som beskrevs av Wilhelm Ferdinand Erichson 1847. Polynoncus peruanus ingår i släktet Polynoncus och familjen knotbaggar. Inga underarter finns listade i Catalogue of Life.